# Behramlı, Eceabat
Behramlı là một xã thuộc huyện Eceabat, tỉnh Çanakkale, Thổ Nhĩ Kỳ. Dân số thời điểm năm 2011 là 435 người.